# Указ № 493
Указ № 493 «О гражданах татарской национальности, проживавших в Крыму» (укр. Указ № 493 «Про громадян татарської національності, які раніше проживали в Криму») — указ Президиума Верховного совета СССР, принятый в 1967 году, в котором заявлялось о том, что «после освобождения в 1944 году Крыма от нацистской оккупации факты активного сотрудничества с немецкими захватчиками определённой части проживающих в Крыму татар были необоснованно отнесены ко всему татарскому населению Крыма». Он гласит:

УКАЗ ПРЕЗИДИУМА ВЕРХОВНОГО СОВЕТА СССР
493 О гражданах татарской национальности, проживающих в Крыму
После освобождения в 1944 году Крыма от фашистской оккупации факты активного сотрудничества с немецкими захватчиками определённой части проживавших в Крыму татар были необоснованно отнесены ко всему татарскому населению Крыма. Эти огульные обвинения в отношении всех граждан татарской национальности, проживавших в Крыму, должны быть сняты, тем более, что в трудовую и политическую жизнь общества вступило новое поколение людей.
Президиум Верховного Совета СССР постановляет:
1. Отменить соответствующие решения государственных органов в части, содержавшей огульные обвинения в отношении граждан татарской национальности, проживавших в Крыму.
2. Отметить, что татары, ранее проживавшие в Крыму, укоренились на территории Узбекской и других союзных республик, они пользуются всеми правами советских граждан, принимают участие в общественно-политической жизни, избираются депутатами Верховных Советов и местных Советов депутатов трудящихся, работают на ответственных постах в советских, хозяйственных и партийных органах, для них ведутся радиопередачи, издаётся газета на родном языке, осуществляются другие культурные мероприятия.

Указ был издан после того, как представители крымскотатарского народа встретились с высокопоставленными должностными лицами правительства с требованиями полной реабилитации, права на возвращение, репараций и восстановлению Крымской АССР. Указ обеспечивал легализацию проживания крымских татар в местах их постоянного проживания, в основном в Узбекской ССР и других республиках Средней Азии, где они были переселены после депортации, но не предусматривал полное восстановление прав крымских татар, таких как право на возвращение в Крым или восстановление Крымской АССР, что было рассмотрено представителями народа как «обман» и «очередная попытка уничтожить крымскотатарский народ как нацию». В то время как другие депортированные народы, такие как чеченцы, ингуши, калмыки, карачаевцы и балкарцы, уже имели возможность вернуться на родную землю, а их республики были восстановлены в дополнение к другим формам политической реабилитации как признанных народов. Несмотря на это, крымскими татарами безуспешно предпринимались попытки вернуться на родину. Одним из немногих, кто сумел вернуться, был Абдураим Решидов, герой Советского Союза.